# Isole di Pachtusov (Mar del Giappone)
Le isole di Pachtusov (in russo Острова Пахтусова) sono un gruppo di piccole isole russe che fanno parte dell'arcipelago dell'imperatrice Eugenia e sono bagnate dal mar del Giappone. Amministrativamente appartengono alla città di Vladivostok, nel Territorio del Litorale, che è parte del Circondario federale dell'Estremo Oriente.

## Geografia
Il gruppo è formato da tre isolette ed alcuni scogli e si trova a nord-ovest dell'isola di Rikord. L'isola maggiore ha un'altezza di 41 m s.l.m. e un'ampia baia a sud. Sono situate nella parte centrale del golfo di Pietro il Grande circa 37 km a sud-ovest di Vladivostok.

## Storia
Come per le altre isole dell'arcipelago, le isole sono state mappate durante la spedizione russa del 1862-63 guidata da Vasilij Matveevič Babkin e sono state così nominate in onore dell'idrografo russo Pëtr Kuz'mič Pachtusov (Петр Кузьмич Пахтусов), esploratore della Novaja Zemlja.
Sulle isole Pachtusov negli anni trenta del XX secolo, ci fu un campo di detenzione femminile.